# Kríni (ort i Grekland, Thessalien)
Kríni är en ort i Grekland.   Den ligger i prefekturen Trikala och regionen Thessalien, i den centrala delen av landet, 230 km nordväst om huvudstaden Aten. Kríni ligger 99 meter över havet och antalet invånare är 845.
Terrängen runt Kríni är kuperad åt nordväst, men åt sydost är den platt. Runt Kríni är det ganska glesbefolkat, med 28 invånare per kvadratkilometer. Närmaste större samhälle är Farkadóna, 5,0 km öster om Kríni. Trakten runt Kríni består till största delen av jordbruksmark.